# Setge de Tortosa (1650)
El setge de Tortosa de 1650 fou un dels episodis de la Guerra dels Segadors.

## L'aïllament de Tortosa
Tortosa estava en mala posició des del moment de la seva conquesta l'any 1648. En efecte l'ocupació castellana de Tarragona i Lleida fèien precària la seva comunicació amb la resta de la Catalunya sota administració francesa.
D'altra banda l'exèrcit francès començava força debilitat la campanya de 1650. El febrer hi havia 19 regiments francesos a Catalunya, amb 4.810 homes, 2 regiments suïssos (Reynold i Lochmann) amb uns 2.000 homes, 4 regiments catalans del Batalló (Tort, Mostarós, Senester i d'Erill) amb uns 1.200 homes i uns 2.000 cavalls.
L'exèrcit hispànic completament mobilitzat podia sumar més de 18.000 homes.
Així quan el setembre de 1650 el Marquès de Mortara inicià la seva campanya ocupant Flix el dia 25. Sortiren de la vila 560 homes, 60 ferits en barques i 48 homes muntats. Miravet, batuda per 2 mitjos canons, 2 terços canons i uns falconets capitulava el 13 d'octubre un dia després que es posessin en bateria 2 canons sencers provinents de Saragossa. La seva guarnició de 209 homes del regiment de Iebre (probablement es tracta del regiment de Gesvres) sortia el dia 15 de la vila en direcció a l'interior de Catalunya. L'aïllament de Tortosa esdevingué així gairebé complet. A finals d'octubre s'inicià el setge pròpiament dit a la Vila.

## El setge de Tortosa
El mateix dia 13 d'octubre s'iniciaven les operacions contra Tortosa, amb un reconeixement del terreny realitzat per 400 cavalls sota les ordres del Marquès de Tenorio. El 17 s'inicià l'aproximació a la plaça, amb l'artilleria emprada a Miravet, excepte els 2 canons sencers que es quedaren a la vila perquè el seu transport per l'Ebre no era possible degut al cabal del riu. El 19 d'octubre les tropes castellanes arribaven a la vista de la plaça.
Arribaren les tropes sortides del Regne de València, en total poc més de mil homes sota el comanament del Mestre de Camp General Baró de Seebach, en los Terços dels Mestres de Camp Juan de Castillo, Luís Juan de Torres del Terç de Peníscola, Juan Ferrer del terç vell de València i els Napolitans del terç del Mestre de Camp Domingo Melon junt amb la cavalleria del Comissari General Vicenzio Filomarino amb 300 cavalls napolitans i 200 del tros del Rosselló.
El terç de Juan del Castillo fou enviat a ocupar Amposta.

## La mobilització del Regne de València
Un cop la pesta desaparegué del Regne de València, aquest va contribuir a la reconquesta de Tortosa. Ja el 1649 s'enviaren socors i el 1650 la contrubució fou encara superior. Part del Terç Vell de València, que sortí de Peníscola que guarnia, s'aixecaren a part dels 2 terços valencians ja mobilitzats, les forces que es llisten tot seguit:
- Terç d'Onda i Castelló, Mestre de Camp Comte de Cirat amb 500 homes
- Terç del Maestrat, Mestre de Camp Joan de Castellví amb 400 homes
- Terç d'Alacant i Oriola, Mestre de Camp Enric Escorcia amb 500 homes
- Terç de Sogorb i Llíria, Mestre de Camp Pedro Boil Senyor de Borriol amb 600 homes
- Coronel·lia de Bernard Adell Jurat en Cap de València amb 7 companyies, 6 de 60 homes (3 dels cavallers, Jacint Roca, Ognacio Royo, Francisco Vaziero i 3 dels ciutadans Gaspar Sans, Miguel Gil i Francesc Llorens) i una companyia de 120 homes anomenada del Centenar. Aquesta Coronel·lia fou pagada per a un servei de 2 mesos.

## El fracàs del socors a Tortosa
El Duc de Mercoeur no restà indiferent al setge que els castellans havien posat sobre Tortosa. Així es començaren a reunir tropes per a llevar el setge.
El Terç de Barcelona reuní un miler d'homes i es dirigí cap a Tortosa. D'altra banda s'embarcà la companyia de guàrdies del Duc de Mercoeur i els regiments de Sainte Mesme i Béarn. El 24 de novembre al desembarcar a Cambrils, els vaixells francesos foren atacats per la flota del Duc d'Alburquerque que patrullava entre els Alfacs i Tarragona. La flota francesa era formada d'un vaixell de 500 tones i 30 peces, 2 de 300 i 20 peces i el darrer de 300 tones i 16 peces. Malgrat tot, la sorpresa i la mala disposició dels vaixells que desembarcaven, homes i subministraments resultà en un desastre pels francesos. Els francesos van capitular mitjançant pactes, els quatre vaixells van ser capturats i amb ells uns 500 soldats francesos. La capitulació preveia el seu internament fins que Tortosa capitulés i després la seva retirada fins a França.

## Conseqüències
El 4 de desembre de 1650, Tortosa capitulava davant de les forces del Marquès de Mortara. El dia 5 a les 8 del matí l'abandonaven els 1.500 homes que l'ocupaven (el regiment suís de Lochmann i les del regiment de Launay, anteriorment de Marchin) amb banderes esteses i 2 canons de 24 lliures. L'acord de rendició obligava a aquestes tropes a anar a Hostalric. Els catalans s'adonaren que la derrota francesa s'acostava i començaren a sovintejar els canvis de bàndol.